# Ghoubbet-el-Kharab
Il Ghoubbet-el-Kharab (o Ghoubbet al-Kharab; in arabo قبة الخراب‎?, Qubbat al-Ḫarāb) è un golfo dell'Oceano Indiano, nella zona di Gibuti, separato dal golfo di Tagiura da uno stretto passaggio caratterizzato da una corrente rapida.

## Geografia
L'insenatura è circondata da aree appartenenti alla regione di Tagiura a nord e a quella di Arta a sud. Ad ovest è cinta da una fascia di alture, tra cui il vulcano Ardoukôba, che lo separano dal lago Assal. Le scogliere che la contornano sono alte fino a 600 metri e le sue acque sono 200 metri più profonde di quelle dell'adiacente golfo di Tagiura. È l'habitat di molti pesci e di un gran numero di squali; di conseguenza, la pesca gioca un ruolo importante nell'economia della regione.
Durante le sue esplorazioni, Jacques-Yves Cousteau effettuò ricerche anche in questa zona. Il livello dell'acqua del Ghoubbet-el-Kharab può arrivare fino a un metro sopra il livello del mare, in quanto le maree e il vento spingono l'acqua nella baia. Qui si trovano due isole di origine vulcanica, chiamate Devil's Islands.

## Etimologia
L'etimologia del nome non è chiara. In letteratura il golfo viene chiamato con vari nomi diversi, ma non possono essere considerati traduzioni: «Calderone del diavolo», «Golfo dei demoni», «Ombelico del mondo» e «Baia senza fondo».
A seconda della traslitterazione, l'area è indicata anche come Ghoubbet el Kharâb, Le Gubbet, Ghoubbat al Kharab, Ghoubbat al Kharâb o Ghoubet Kharab.